# Étienne Mazas
Pour les articles homonymes, voir Mazas.
Étienne Mazas (1840 - 1927) est un artiste peintre et graveur français.

## Biographie

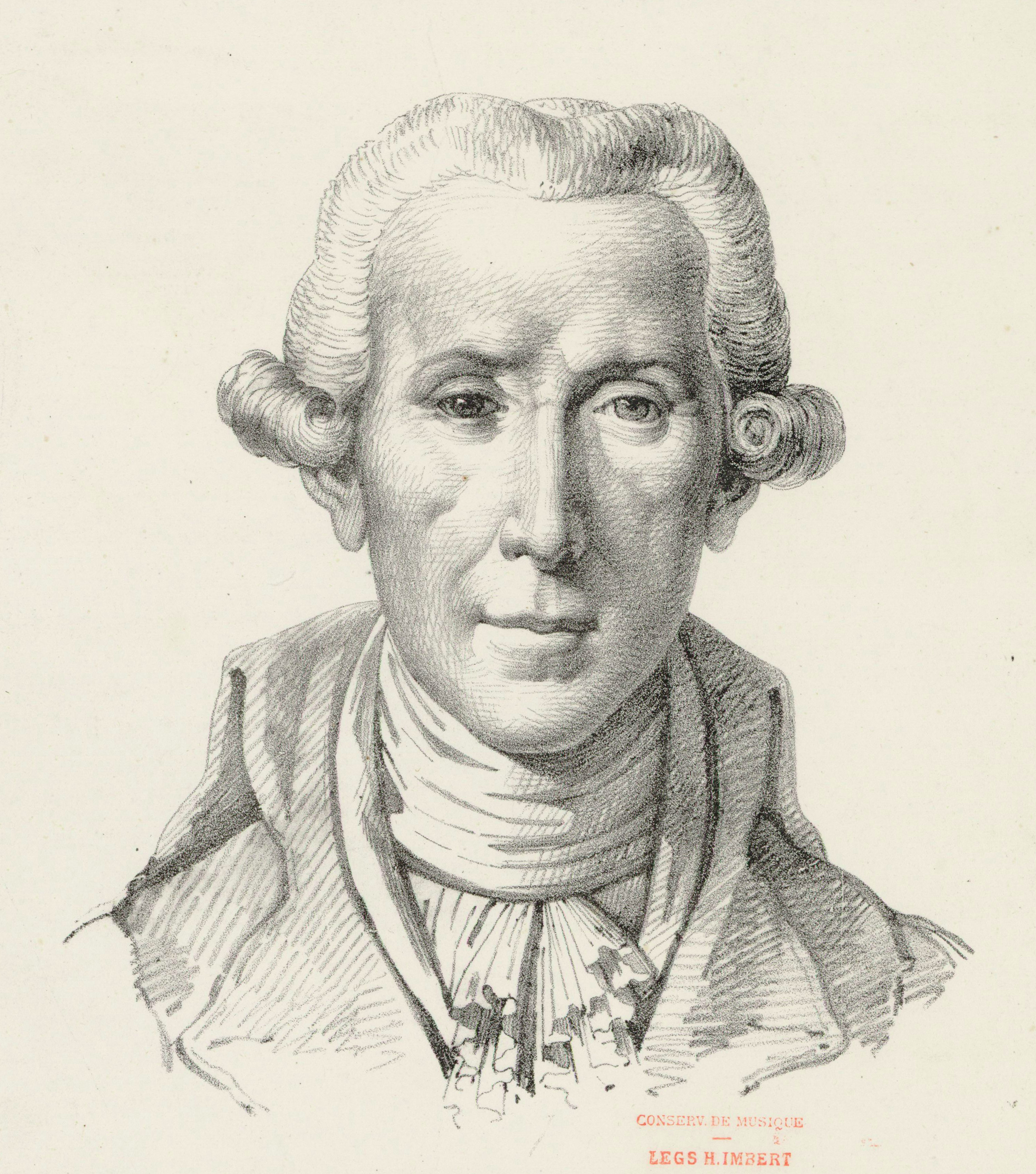
Dessin au crayon exécuté par Mazas, représentant soit Luigi Boccherini soit Joseph Haydn (source : BNF).

Étienne Mazas est né le 9 juin 1840 à Lavaur dans le Tarn, dont son père, Marcelin, fut le maire. En 1881, Étienne est lui-même élu premier magistrat de cette ville où il possède des terres. Peintre autodidacte, mais formé à l'art du paysage par Benjamin Duston (1808-1876), il est aussi aquarelliste et dessinateur.
Étienne Mazas rencontre à Paris, Alfred Cadart et Jules Luquet, et devient membre en 1865 de la Société des aquafortistes. Il pratique alors l'eau-forte originale tirée à quelques exemplaires, sans doute sous l'influence de son ami Octave de Rochebrune. 
Il laisse bon nombre de vues de Lavaur, de ses monuments et de ses environs, exécutées pour la plupart entre 1880 et 1920.